# ویلاکوچی (جورجیا)
ویلاکوچی، جورجیا (به انگلیسی: Willacoochee, Georgia) یک شهر در ایالات متحده آمریکا با جمعیت ۱٬۳۹۱ نفر است که در جورجیا واقع شده‌است.

## موقعیت جغرافیایی
موقعیت جغرافیایی شهرها و مناطق اطراف به شرح زیر است: